# Lapėnas
Lapėnas ist ein litauischer männlicher Familienname, abgeleitet von Lapė.

## Weibliche Formen
- Lapėnaitė (ledig)
- Lapėnienė (verheiratet)

## Personen
- Saulius Lapėnas (* 1962), Politiker, Mitglied des Seimas
- Vytautas Lapėnas (1958–2008), Politiker und Kunstflug-Pilot